# فوج آزاد كشمير

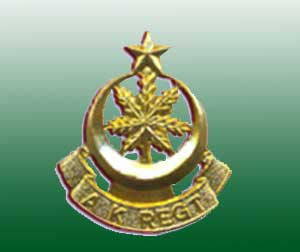
شعار فوج آزاد كشمير.

فوج آزاد كشمير (بالأردية: آزاد کشمیر رجمنٹ) أحد أفواج المشاة الستة التابعة للجيش الباكستاني. ويقع معسكر الفوج في مانسر، في ضلع آتك من البنجاب.